# Gravitační přivaděč Smíchov

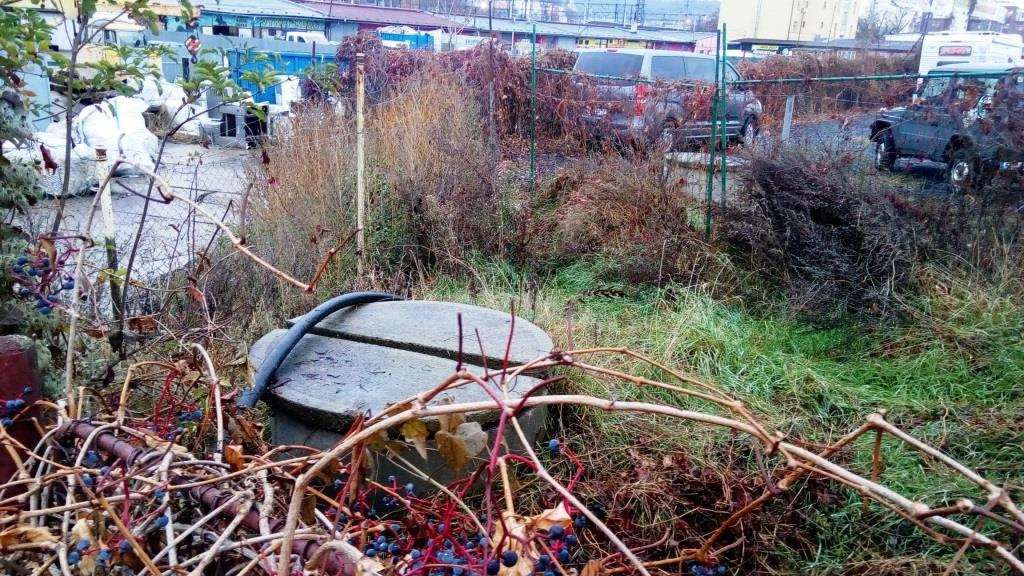
Sedimentační jímací vrt na Smíchově (stav v roce 2016)

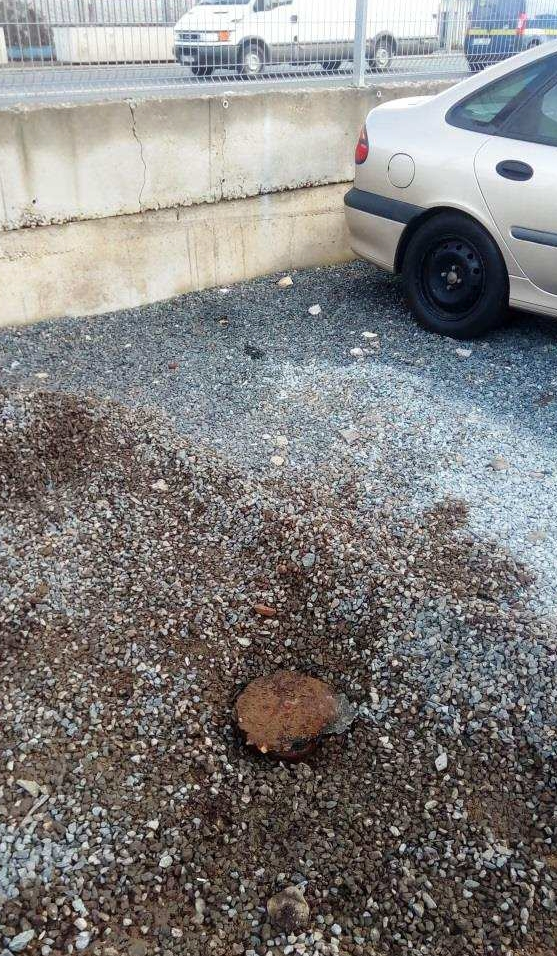
Sedimentační jímací vrt na Smíchově(stav v roce 2016)

Gravitační přivaděč Smíchov je přivaděč technologické vody pro chlazení metra, vedoucí v délce 1262 metrů ze Smíchova do Kutvirtovy ulice v Radlicích. Přivadeč zásobuje vodou 8 sedimentačních jímacích vrtů s hloubkou 10–16 metrů; vrty jsou na Smíchově u Strakonické ulice, následně je voda svedena do přivaděče.
Vrty se nacházejí na levém vltavském břehu, v jižní části Smíchova, ve smíšené zástavbě mezi Strakonickou a Nádražní ulicí. Jímací studny pro zásobení gravitačního přivaděče sousedí podélně těsně se Strakonickou ulicí. Vstupní šachta a jímací vrty jižně od šachty jsou v oploceném pozemku. Jímací studny severně od vstupní šachty jsou umístěny ve zpevněné ploše. Vltava protéká ve vzdálenosti cca 75 m východně.
Od roku 2018 je stavba předmětem sporu mezi majitelem pozemku, ve kterém jsou umístěny jímací vrty, a dopravním podnikem.
Dle článku v Hospodářských novinách z ledna 2019 vodní dílo „v případě krize může zásobovat po dobu 10 dnů pitnou vodou až 600 tisíc obyvatel metropole“.
Generální ředitel dopravního podniku hl. m. Prahy Petr Witowski v březnu 2019 uvedl, že „existují rozbory, které potvrzují kvalitu vody blízkou pitné vodě a ta úprava na pitnou vodu tak, aby byl i hygienik spokojený, není vůbec náročná“.
Pražští radní dne 5. srpna 2019 zastavili řízení o povolení výjimky ze stavební uzávěry.